# Луарская низменность
Луа́рская ни́зменность — низменная равнина на западе Франции, в бассейне среднего и нижнего течения реки Луара. Северо-восточная часть низменности относится к Парижскому бассейну.
Средняя высота низменности составляет около 100 м. На западе омывается Бискайским заливом, образующим многочисленные бухты. Сложена преимущественно мезозойскими известняками и песчаниками, местами перекрытыми песчано-глинистой толщей, а на востоке и юге — аллювиальными песками. В рельефе местами выделяются отдельные куэстовые гряды и эрозионные холмы; на северо-востоке находится плоское понижение Солонь с большим количеством озёр.
Климат умеренный, морской; средняя температура января составляет 2—6 °С, июля — 18—20 °С. Количество осадков — от 600 до 700 мм в год. Густая сеть рек. Преобладают лесные бурые и оподзоленные почвы, на которых произрастают буковые, дубовые и сосновые леса, а также верещатники, луга. Многие районы Луарской низменности подверглись мелиорации. Местное население занимается земледелием (выращиваются пшеница, овощи) и животноводством.
Крупные города — Орлеан, Тур, Анже, Нант.